# Miss Mondo 1978
Miss Mondo 1978, la ventottesima edizione di Miss Mondo, si è tenuta il 16 novembre 1978, presso il Royal Albert Hall di Londra. Il concorso è stato presentato da Sacha Distel e Paul Burnett. Silvana Suárez, rappresentante dell'Argentina è stata incoronata Miss Mondo 1978.

## Risultati

### Piazzamenti
| Risultato       | Concorrente |
| --------------- | --- |
| Miss Mondo 1978 | - Argentina - Silvana Suárez |
| 2ª classificata | - Svezia - Ossie Margareta Carlsson |
| 3ª classificata | - Australia - Denise Ellen Coward |
| 4ª classificata | - Messico - Martha Eugenia Ortiz |
| 5ª classificata | - Spagna - Gloria Valenciano |
| Finaliste       | - Regno Unito - Elizabeth Jones - Svizzera - Jeanette Keller |
| Semifinaliste   | - Austria - Doris Elizabeth Anwander - Costa Rica - Maribel Fernández - Finlandia - Eija Hillevi Laaksonen - India - Kalpana Iyer - Porto Rico - Maria Jesus Cañizares - Sri Lanka - Manohori Vanigasooriya - Stati Uniti - Debra Jean Freeze - Venezuela - Patricia Tóffoli |

### Riconoscimenti speciali
| Risultato        | Concorrente                            |
| ---------------- | -------------------------------------- |
| Miss Personality | - Isole Cayman - Wendy Lorraine Daykin |
| Miss Photogenic  | - Messico - Martha Eugenia Ortiz Gomez |
| Miss Talent      | - Filippine - Louvette Monzon Hammond  |

## Concorrenti
- Argentina - Silvana Suárez
- Aruba - Rose Anne Marie Lejuez
- Australia - Denise Ellen Coward
- Austria - Doris Elizabeth Anwander
- Bahamas - Donna Marie McCook
- Belgio - Françoise Helene Julia Moens
- Bermuda - Madeline Francine Joell
- Brasile - Laura Angelica Viana de Oliveira Pereira
- Canada - Brigitte June Hoffmann
- Cile - Maria Trinidad Sepulveda Pavon
- Cipro - Mary Adamou
- Colombia - Denise de Castro Santiago
- Corea del Sud - Je Eun-jin
- Costa Rica - Maribel Fernandez Garcia
- Curaçao - Silvana Angely Trinidad
- Danimarca - Birgit Stefansen
- Dominica - Mona-Jo Lewis
- Ecuador - Antonieta Cecilia Campodonico Aguirre
- El Salvador - Iris Ivette Mazorra Castro
- Filippine - Louvette Monzon Hammond
- Finlandia - Eija Hillevi Laaksonen
- Francia - Kelly Hoarau
- Germania - Monika Greis
- Giamaica - Joan Marcia McDonald
- Giappone - Yuko Yamaguchi
- Gibilterra - Rosanna Bonfante
- Grecia - Ariana Dimitropoulou
- Guam - Elizabeth Clara Tenorio
- Honduras - Maria Elena Bodadilla
- Hong Kong - Faustina (Fiona) Lin Wai-Ling
- India - Kalpana Iyer
- Irlanda - Lorraine Marion O'Conner
- Islanda - Asdis Loftsdóttir
- Isola di Man - Carol Ann Kneale
- Isole Cayman - Wendy Lorraine Daykin
- Isole Vergini Americane - Enid d'Lores Francis
- Israele - Sari Alon
- Italia - Loren Cristina Mai
- Jersey - Chantal Angeline Gosselin
- Malaysia - Kartina Osir
- Malta - Mary Cumbo
- Mauritius - Genevieve Chanea
- Messico - Martha Eugenia Ortiz Gomez
- Nigeria - Irene Omagbemi
- Norvegia - Elisabet Klaeboe
- Nuova Zelanda - Lorian Dawn Tangney
- Paesi Bassi - Ans van Haaster
- Paraguay - Susana del Pilar Galli
- Perù - Karen Ines Noeth Haupt
- Porto Rico - Maria Jesus Cañizares
- Regno Unito - Elizabeth Ann Jones
- Rep. Dominicana - Jenny Polanco
- Saint Vincent e Grenadine - June de Nobriga
- Samoa - Rosalina Sapolu
- Singapore - Rosie Tan
- Spagna - Gloria Maria Valenciano Rijo
- Sri Lanka - Manohori Vanigasooriya
- Stati Uniti - Debra Jean Freeze
- Svezia - Ossie Margareta Carlsson
- Svizzera - Jeanette Keller
- eSwatini - Nyamalele Nilovu
- Tahiti - Moeata Schmouker
- Thailandia - Orasa Panichapan
- Trinidad e Tobago - Kathleen Thomas
- Tunisia - Malek Nemlaghi
- Turchia - Sevil Ozgultekin
- Uruguay - Mabel Rua
- Venezuela - Patricia Tóffoli